# Bobby Timmons
Robert Henry "Bobby" Timmons, född 19 december 1935 i Philadelphia, död 1 mars 1974 i New York, var en amerikansk jazzpianist och kompositör.
Han är mest känd som medlem Art Blakey's Jazz Messengers mellan 1958 och 1961. Han är också känd för kompositionerna "Moanin" "Dat Dere" och "This Here", alla dessa är typiska för hans distinktiva gospel- och soul-jazz-stil. Han har också spelat tillsammans med Kenny Dorham, Chet Baker, Hank Mobley, Sonny Stitt, Maynard Ferguson och Cannonball Adderley. Timmons avled 1974.

## Diskografi (i urval)
med Art Blakey:
- 1958 – Moanin'

som ledare:
- 1954 – Chun-King
- 1960 – This Here Is Bobby Timmons
- 1960 – Soul Time
- 1960 – Moanin'
- 1961 – Easy Does It
- 1961 – The Bobby Timmons Trio in Person
- 1962 – Sweet and Soulful Sounds
- 1963 – Born to Be Blue
- 1964 – Little Barefoot Soul
- 1964 – Workin' Out
- 1964 – Holiday Soul
- 1964 – From the Bottom
- 1964 – Live at the Connecticut Jazz Party
- 1966 – The Soul Man!
- 1966 – Soul Food